# Deutsche Vereinigung zur Bekämpfung der Viruskrankheiten
Die Deutsche Vereinigung zur Bekämpfung der Viruskrankheiten (DVV) ist ein eingetragener Verein mit Sitz in Düsseldorf. Sie wurde 1954 als Reaktion auf die andauernde Gefährdung der Bevölkerung durch die Kinderlähmung (Poliomyelitis) gegründet und erhielt 1977 die aktuelle Bezeichnung. Die DVV sieht ihre Aufgaben besonders in der wissenschaftlichen Unterstützung des öffentlichen und individuellen Schutzes vor Virusinfektionen. Sie wird vom Bundesministerium für Gesundheit, den Gesundheitsministerien der Bundesländer, wissenschaftlichen Fachgesellschaften sowie sozial engagierten Stiftungen und Organisationen getragen. Einzelpersonen können nicht Mitglied der DVV sein. Die DVV wird vom Fördererverein zur Bekämpfung der Viruskrankheiten unterstützt.
Für HIV-positive Mitarbeiter im Gesundheitswesen haben die DVV und die Gesellschaft für Virologie im Jahr 2012 konkrete Empfehlungen erarbeitet, deren Einhaltung die Grundlage einer behördlichen, aber auch gerichtlichen Entscheidung über ein berufliches Tätigkeitsverbot gem. § 31 IfSG sein kann. Im Jahr 2020 wurden die Empfehlungen für im Gesundheitswesen tätige Hepatitis-B-Virus- und Hepatitis-C-Virus-Infizierte aktualisiert.

## Bisherige Präsidenten
- 1954–1961: Hans Kleinschmidt
- 1961–1966: Gerhard Joppich
- 1966–1980: Richard Haas
- 1980–1990: Friedrich Deinhardt
- 1990–1996: Günther Maass
- 1996–2001: Hans Wilhelm Doerr
- 2002–2013: Peter Wutzler
- 2014–2016: Barbara Gärtner
- seit 2017: Helmut Fickenscher